# Gélson Baresi
Gélson Baresi, właśc. Gélson Tardivo Gonçalves Júnior (ur. 11 maja 1974 w Brasílii) – piłkarz brazylijski, występujący podczas kariery na pozycji środkowego obrońcy.

## Kariera klubowa
Karierę piłkarską Gélson Baresi zaczął w klubie CR Flamengo w 1992 roku. W lidze brazylijskiej zadebiutował 20 czerwca 1992 w przegranym 0-1 meczu z Santos FC. Z Flamengo zdobył mistrzostwo stanu Rio de Janeiro – Campeonato Carioca w 1992 oraz mistrzostwo Brazylii 1992. W latach 1995–1997 był zawodnikiem Cruzeiro Belo Horizonte, z którym zdobył mistrzostwo stanu São Paulo – Campeonato Paulista w 1997 roku. W latach 1997–1998 występował w Sporcie Recife, z którym zdobył mistrzostwo stanu Minas Gerais – Campeonato Mineiro w 1996 i 1997, Copa Libertadores 1997 oraz Copa do Brasil w 1996 roku. W 1998 występował w Coritibie a w 1999 we Fluminense FC, z którym awansował do drugiej ligi.
W 1999 występował jeszcze w Clube Atlético Mineiro, po czym wyjechał do Europy do portugalskiej Vitórii Setúbal. Po powrocie do Brazylii Gélson Baresi był zawodnikiem Coritiby i Parany Kurytyba. W Paranie 24 października 2004 w przegranym 1-2 meczu z Corinthians Paulista Gélson Baresi rozegrał ostatni mecz w lidze brazylijskiej. W lidze brazylijskiej rozegrał 121 meczów i strzelił 5 bramek. W późniejszych latach występował w Marílii i Cearze Fortaleza (mistrzostwo stanu Ceará – Campeonato Cearense w 2006), w której zakończył karierę w 2006 roku.

## Kariera reprezentacyjna
W reprezentacji Brazylii Gélson Baresi zadebiutował 29 marca 1995 w zremisowanym 1-1 towarzyskim meczu z reprezentacją Hondurasu. W 1996 Gélson Baresi brał udział w Złotym Pucharze CONCACAF 1996, na którym Brazylia zajęła drugie miejsca. Gélson Baresi na turnieju był rezerwowym i nie wystąpił w żadnym meczu.